# Ulica Bałtycka w Olsztynie
Ulica Bałtycka w Olsztynie – jedna z najdłuższych ulic miasta. Biegnie od Placu Ofiar Katastrofy Smoleńskiej, będącego skrzyżowaniem o ruchu okrężnym z ulicami Grunwaldzką, Bohaterów Bitwy Warszawskiej 1920 i aleją Schumana aż do zachodnich granic administracyjnych miasta. Jej trasa przebiega przez osiedla Nad Jeziorem Długim, Likusy oraz Gutkowo. Ulica Bałtycka wchodzi w skład drogi wojewódzkiej nr 527 prowadzącej w kierunku Morąga i Pasłęka.
Swą nazwę ulica zawdzięcza Morzu Bałtyckiemu, nad które można się dostać wyjeżdżając z Olsztyna m.in. ulicą Bałtycką.

## Historia
Pierwotnie drogę prowadząca między jeziorami Długim i Krzywym – z Dolnego Przedmieścia Olsztyna przez wsie Likusy i Gutkowo w kierunku Morąga i dalej do Miłakowa – traktowano jako przedłużenie ulicy Miłakowskiej (niem. Liebstädter Straße, dziś ul. Grunwaldzka i ul. Jagiełły) i dlatego nazywaną ją Liebstädter-Landstraße (droga miłakowska, trakt miłakowski).  
Droga miłakowska odegrała ważną rolę w trakcie bitwy pod Olsztynem 3 lutego 1807 roku, gdyż tędy szły główne siły wojsk Napoleona Bonaparte, a on sam obserwował pole bitwy pod Jonkowem z wieży kościoła w Gutkowie, znajdującego się przy obecnej ul. Bałtyckiej nr 135. W trakcie koncentracji wojsk przed bitwą trakt miłakowski zajmował VII Korpus Wielkiej Armii dowodzony przez marszałka Pierre'a Augereau. 
Po objęciu urzędu nadburmistrza Olsztyna przez Friedricha Schiedata (po 1933 roku) rozpoczęto zagospodarowywanie terenów między jeziorem Długim a drogą miłakowską i budowę Osiedla Nad Jeziorem Długim. Wówczas też nadano ulicy nazwę Straße am Langsee lub potocznie Langsee-Straße (ulica nad Jeziorem Długim). Podczas budowy osiedla odcinek ulicy położony za wiaduktem przesunięto w stronę jeziora i zlikwidowano znajdujące się tu obozowisko Romów. 
Na początku 1939 roku pod nr. 4 oddano do użytku schronisko młodzieżowe, prowadzone przez Hitlerjugend, w którym po 1948 roku funkcjonował Dom Harcerza (później Liceum Katolickie, obecnie XII Liceum Ogólnokształcące Akademickie im. Marii i Georga Dietrichów). 
Latem 1945 zmieniono ulicy nazwę na Bałtycka. W pierwszych dekadach po II wojnie światowej okolice ulicy Bałtyckiej miały charakter wiejski. Między ulicą Bałtycką a linią kolejowa do Morąga znajdowały się łąki, na których wypasano konie i krowy, zanim zbudowano tam dwa kompleksy szkolne – pod koniec lat 60. Zespół Szkół Ekonomicznych im. Mikołaja Kopernika, a w 1979 roku Zespół Szkół Elektronicznych i Telekomunikacyjnych. Przy okazji budowy tej ostatniej szkoły nad jeziorem Czarnym powstał park oficjalnie nazwany imieniem „XXXV-lecia ORMO”. 
W latach 50. i 60. wzdłuż ulicy powstał szereg domów jednorodzinnych, zaś w latach 60. i 70. wielopiętrowe bloki. 
Do roku 1965 na ulicy Bałtyckiej (róg z al. Przyjaciół) kończyła się linia tramwajowa nr 1. 
Przed wybudowaniem w 2005 roku alei Roberta Schumana oraz ronda Ofiar Katastrofy Smoleńskiej ulica bezpośrednio łączyła się z ulicą Grunwaldzką oraz ulicą M. Konopnickiej nieopodal targowiska miejskiego.

## Obiekty i warunki naturalne
W okolicach ulicy Bałtyckiej znajdują się jeziora:
- Jezioro Ukiel (Krzywe)
- Jezioro Sukiel
- Jezioro Długie
- Jezioro Czarne
- Jezioro Tyrsko (Duży Żbik)
- Jezioro Żbik (Mały Żbik)
- Jezioro Redykajny

Przy ulicy Bałtyckiej znajdują się m.in.:
- Ochotnicza Straż Pożarna[6]
- Uniwersyteckie XII Liceum Ogólnokształcące im. Marii i Georga Dietrichów
- Szkoła Podstawowa Nr 19 im. Mikołaja Kopernika
- Gimnazjum Nr 15 im. Marii Zientary-Malewskiej
- Zespół Szkół Elektronicznych i Telekomunikacyjnych
- Zespół Szkół Ekonomicznych im. Mikołaja Kopernika
- supermarkety Lidl, Biedronka, Stokrotka
- stacja paliw Orlen, BP
- hotele Pirat, Kur

## Komunikacja
Ulicą Bałtycką biegnie 6 tras linii komunikacyjnych (w tym jedna nocna). Są to linie numer 101, 106, 111, 127, 145 oraz N02.

## Dane drogi
Ulica Bałtycka jest drogą posiadającą po jednym pasie ruchu w każdym kierunku. Na trasie ulicy zainstalowanych jest 7 sygnalizacji świetlnych:
- Przejście dla pieszych na wysokości ulicy Zielonej
- Skrzyżowanie z ulicą Jeziorną i aleją Przyjaciół
- Wjazd do Zespołu Szkół Elektronicznych i Telekomunikacyjnych
- Skrzyżowanie z ulicą Rybaki
- Skrzyżowanie z przyszłą ulicą Nową Bałtycką
- Skrzyżowanie z ulicą Brzozową
- Skrzyżowanie z ulicą Sokolą

## Planowana przebudowa
W 2015 roku ogłoszono na rok 2020 plan budowy ul. Nowobałtyckiej, mającej być obwodnicą osiedli Likusy i Gutkowo. Droga ta miała się zaczynać od skrzyżowania na wysokości supermarketu Lidl i biec dalej wzdłuż torów kolejowych po ich północnej stronie. Ulica po przebudowie miała mieć 2 jezdnie po 2 pasy ruchu w każdym kierunku, chodniki oraz ścieżkę rowerową.